# Belgrano II
Belgrano II – argentyńska stacja polarna na Antarktydzie, otwarta 5 lutego 1979 roku.
Stacja powstała zamiast ewakuowanej w 1979 roku stacji Belgrano I. W latach 1980–1984 działała również stacja Belgrano III, jednak od 1984 roku Belgrano II jest jedyną argentyńską stacją polarną, będącą jednocześnie najdalej na południe wysuniętą argentyńską placówką naukową.
Leży u wybrzeży Morze Weddella, około 1300 km od bieguna południowego. Belgrano II jest całoroczną placówką naukową, zatrudniającą 21 osób.